# Angelina County
Das Angelina County ist ein County im Bundesstaat Texas der Vereinigten Staaten. Das U.S. Census Bureau hat bei der Volkszählung 2020 eine Einwohnerzahl von 86.395 ermittelt. Der Sitz der County-Verwaltung (County Seat) befindet sich in Lufkin, der größten Stadt des Countys. Lufkin wurde benannt nach Abraham P. Lufkin, einem Baumwoll-Händler und Stadtverordneten, sowie Freund von Paul Bremond, dem Präsidenten der Houston, East and West Texas Railway.

## Geographie
Das County liegt im Osten von Texas zwischen dem Angelina River im Norden und dem Neches River im Süden, ist etwa 100 km von Louisiana entfernt und hat eine Fläche von 2239 Quadratkilometern, wovon 163 Quadratkilometer Wasserfläche sind. Es grenzt im Uhrzeigersinn an folgende Countys: Nacogdoches County, San Augustine County, Jasper County, Tyler County, Polk County, Trinity County, Houston County und Cherokee County.

## Geschichte
Angelina County wurde am 22. April 1846 aus Teilen des Nacogdoches County gebildet. Benannt wurde es nach dem Angelina River, dessen Name auf ein Mädchen der Hainai-Indianer zurückgeht, das nach spanischen Legenden um 1690 den ersten Missionaren geholfen haben soll, anderen Ureinwohnern den christlichen Glauben nahezubringen. Die Spanier nannten es daraufhin „Angelina“ (deutsch „Kleiner Engel“).
Der erste Sitz der County-Verwaltung war Marion, ab 1854 war es Jonesville, ab 1858 Homer und ab 1892 Lufkin. Angelina County ist das einzige County in Texas, das nach einer Frau benannt wurde.

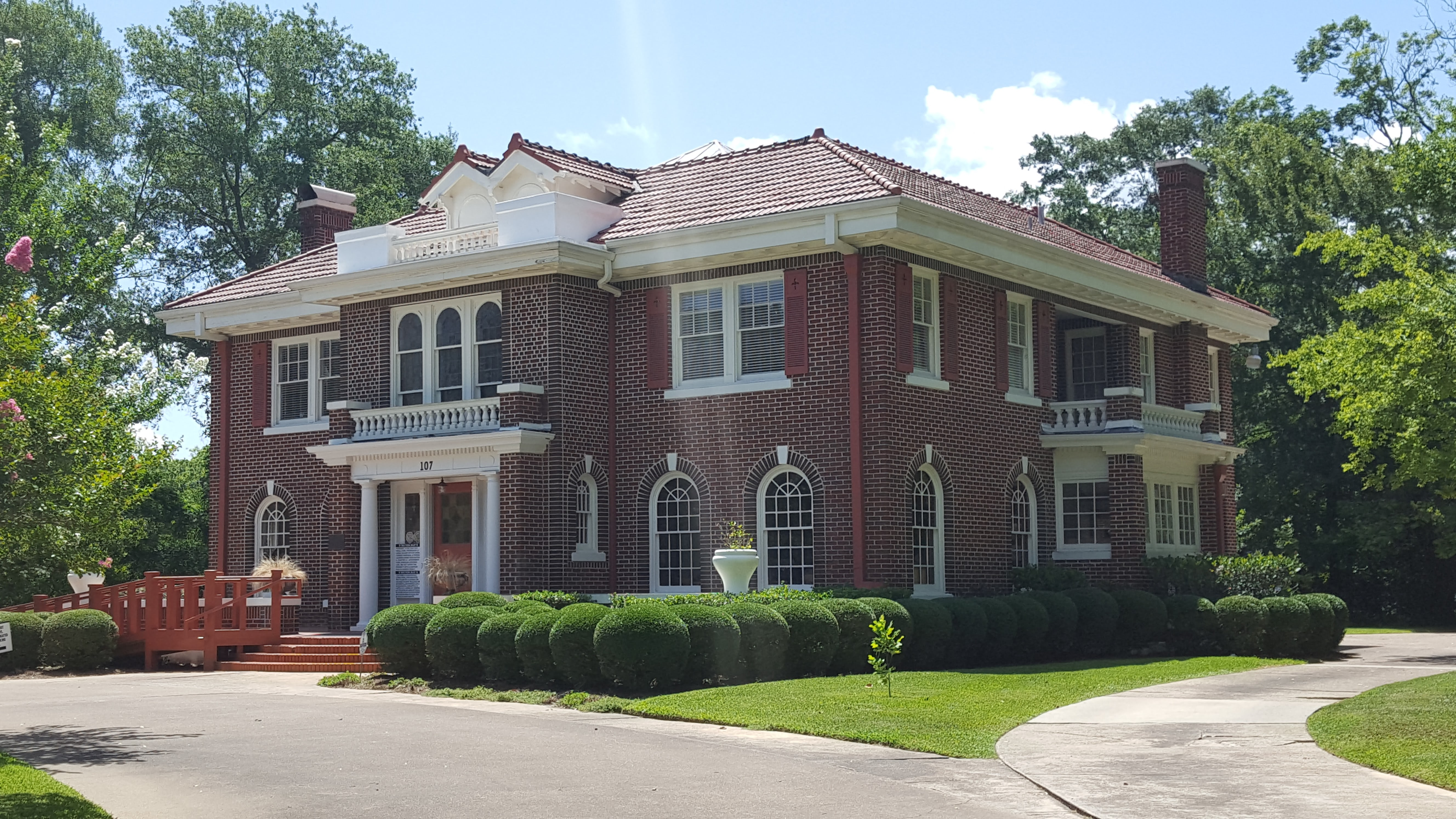
Das Boynton-Kent House ist einer von 41 Einträgen des Countys im NRHP.

41 Bauwerke und Stätten des Countys sind im National Register of Historic Places (NRHP) eingetragen (Stand 18. September 2018).

## Demografische Daten
Nach der Volkszählung im Jahr 2000 lebten im Angelina County 80.130 Menschen in 28.685 Haushalten und 21.255 Familien. Die Bevölkerungsdichte betrug 39 Einwohner pro Quadratkilometer. Ethnisch betrachtet setzte sich die Bevölkerung zusammen aus 75,10 Prozent Weißen, 14,72 Prozent Afroamerikanern, 0,30 Prozent amerikanischen Ureinwohnern, 0,67 Prozent Asiaten, 0,02 Prozent Bewohnern aus dem pazifischen Inselraum und 7,77 Prozent aus anderen ethnischen Gruppen; 1,42 Prozent stammten von zwei oder mehr Ethnien ab. 14,35 Prozent der Einwohner waren spanischer oder lateinamerikanischer Abstammung.
Von den 28.685 Haushalten hatten 36,1 Prozent Kinder oder Jugendliche, die mit ihnen zusammen lebten. 57,8 Prozent waren verheiratete, zusammenlebende Paare, 12,3 Prozent waren allein erziehende Mütter und 25,9 Prozent waren keine Familien. 22,8 Prozent waren Singlehaushalte und in 9,8 Prozent lebten Menschen im Alter von 65 Jahren oder darüber. Die durchschnittliche Haushaltsgröße betrug 2,70 und die durchschnittliche Familiengröße betrug 3,18 Personen.
27,7 Prozent der Bevölkerung war unter 18 Jahre alt, 9,7 Prozent zwischen 18 und 24, 28,6 Prozent zwischen 25 und 44, 21,5 Prozent zwischen 45 und 64 und 12,6 Prozent waren 65 Jahre alt oder älter. Das Medianalter betrug 34 Jahre. Auf 100 weibliche Personen kamen 96,4 männliche Personen und auf 100 Frauen im Alter von 18 Jahren oder darüber kamen 93,7 Männer.
Das jährliche Durchschnittseinkommen eines Haushalts betrug 33.806 USD, das Durchschnittseinkommen einer Familie betrug 39.505 USD. Männer hatten ein Durchschnittseinkommen von 30.373 USD, Frauen 20.221 USD. Das Prokopfeinkommen betrug 15.876 USD. 12,4 Prozent der Familien und 15,8 Prozent der Einwohner lebten unterhalb der Armutsgrenze.

## Orte im County
- Bald Hill
- Blix
- Burke
- Cedar Grove
- Central
- Clawson
- Davisville
- Diboll
- Dolan
- Dunagan
- Granville
- Herty
- Homer
- Hudson
- Huntington
- Keltys
- Lufkin
- Manning
- Moffitt
- Nancy
- Peavy
- Pollok
- Providence
- Redland
- Redtown
- Rutland
- Woodlawn
- Zavalla